# Іванців Ігор Михайлович
Ігор Михайлович Іванців (нар. 19 травня 1956)  — український композитор, член Національної Ліги композиторів України та Асоціації організаторів дитячих та юнацьких фестивалів України в Івано-Франківській області.
Живе і працює в Бурштині (Палац культури "Прометей" при Бурштинській ТЕС).

## Професійна діяльність
Професійною творчою діяльністю займається протягом 25-ти років. 
У творчому доробку нараховується біля ста пісень, які виконуються різними професійними виконавцями: Народний артист України Володимир Пірус, Віктор Грін, Тарас Житинський, Оксана Романюк, Міка Ньютон (Оксана Грицай), Василь Левицький.
Співпрацює з провідними поетами Прикарпаття - Степаном Пушиком, Романом Юзвою, Ярославом Дорошенком, Петром Нарівним, Володимиром Наконечним, Вірою Петращук, Петром Марусиком, Михайлом Пархуцем, Олександром Смиком, Іриною Олійник, Анатолієм Фіглюком.
Вагоме місце у роботі композитора займає праця з дітьми різних вікових груп. При ПК "Прометей" створив вокальну студію естрадних виконавців, з якої на професійну сцену вийшли Віктор Грін, Міка Ньютон, Оксана Романюк, Василь Левицький.
У 1997 році визнаний[ким?] кращим дитячим композитором України.[джерело?] Член журі провідних дитячих фестивалів - "Чорноморські ігри", Кришталевий жайвір", "Золотий тік". До свого 50-ти річчя підготував пісенну збірку, в яку ввійшли пісні для дітей та дорослих, випустив два компакт - диски, один з яких дитячий.